# Amazon Prime
 (транскр.  Амазон прајм) је претплаћени програм предузећа Amazon који корисницима омогућава приступ додатним услугама које иначе нису доступне или су доступне уз премију редовним купцима предузећа Amazon. Услуге укључују исту, једнодневну или дводневну доставу и стримовање музике и видеа. У јануару 2020. Amazon је известио да Prime има више од 150 милиона претплатника широм света.